# 圣洛朗德韦雷斯
圣洛朗德韦雷斯（法語：Saint-Laurent-de-Veyrès，法語發音：[sɛ̃ loʁɑ̃ də veʁɛs]）是法国洛泽尔省的一个市镇，属于芒德区。

## 地理
圣洛朗德韦雷斯（44°46'15"N, 3°7'43"E）面积9.11 平方千米，位于法国奧克西塔尼大區洛泽尔省，该省份为法国南部内陆省份，北起上盧瓦爾省和康塔爾省，西接阿韦龙省，南至加尔省，东临阿尔代什省。
与圣洛朗德韦雷斯接壤的市镇（或旧市镇、城区）包括：诺阿亚克、拉法日蒙蒂韦尔努、布里永、绍沙耶。

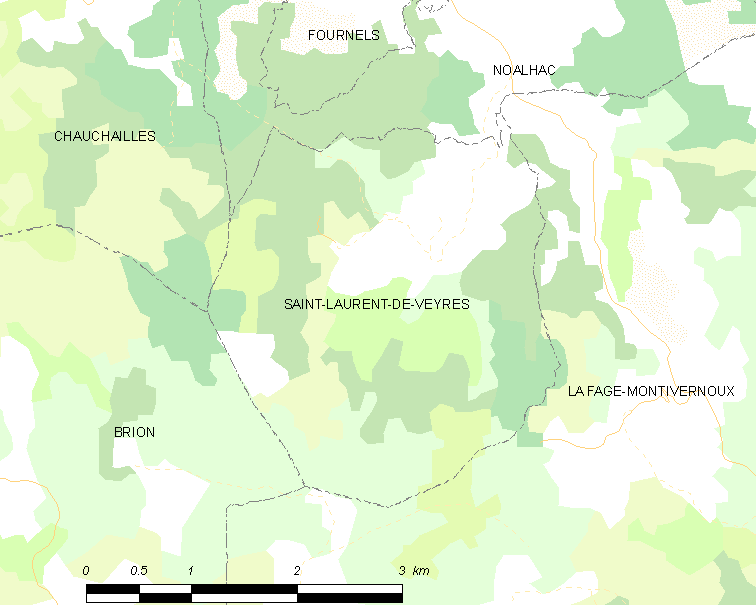
圣洛朗德韦雷斯的OSM定位图

圣洛朗德韦雷斯的时区为UTC+01:00、UTC+02:00（夏令时）。

## 行政
圣洛朗德韦雷斯的邮政编码为48310，INSEE市镇编码为48167。

## 政治
圣洛朗德韦雷斯所属的省级选区为欧布拉克地区佩尔县。

## 人口

1962-2008年间圣洛朗德韦雷斯人口变化图示

圣洛朗德韦雷斯于2022年1月1日时的人口数量为34人。